# قبله مایل به تو
قبله مایل به تو مجموعه شعری سرودهٔ سید حمیدرضا برقعی است. این کتاب در مجموع شامل ۲۴ قطعه شعر در قالب‌های مثنوی، قصیده، غزل، چهارپاره، مخمس و بحر طویل است که موضوع بیشتر آن‌ها، آیینی است. مقدمهٔ کتاب را سیدعلی موسوی گرمارودی نوشته و دیباچهٔ کتاب هم به قلم محمدعلی مجاهدی است.
این کتاب دومین اثر چاپ شدهٔ شاعر بوده و اشعارِ آن بین سال‌های ۱۳۸۷تا ۱۳۸۹ سروده شده‌است.
«قبله مایل به تو» در سی‌امین دوره جایزه کتاب سال جمهوری اسلامی ایران، به عنوان کتاب شایسته تقدیر در بخش ادبیات (شعر)و در هفدهمین دوره کتاب فصل به عنوان اثر برگزیده در بخش ادبیات (شعر معاصر) معرفی شد.

## دربارهٔ نویسنده

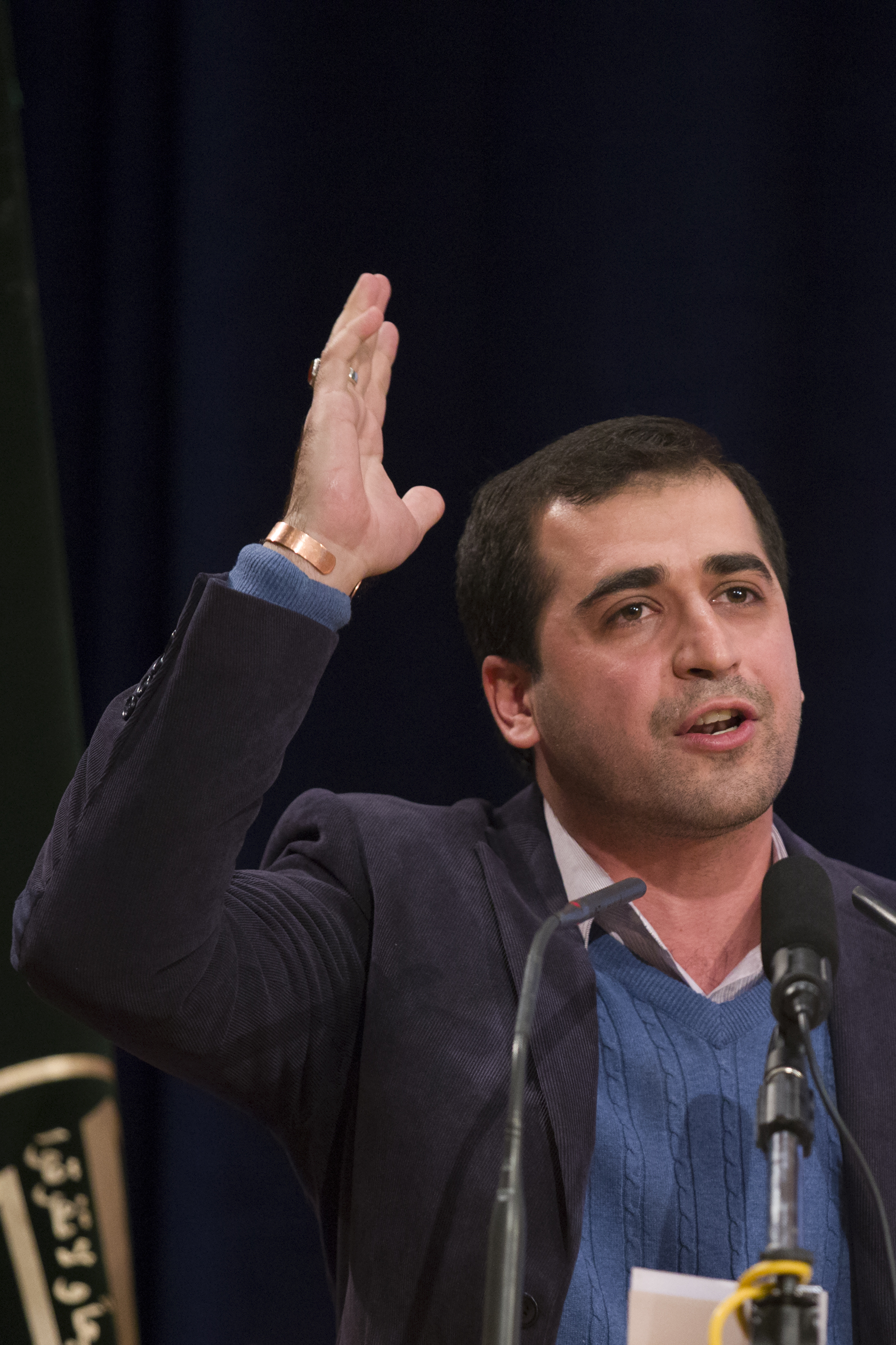
حمید رضا برقعی شاعر کتاب قبله مایل به تو

حمیدرضا برقعی، شاعر آئینی و شاگرد محمدعلی مجاهدی (پروانه) است. نخستین اثر وی با نام طوفان واژه‌ها که مجموعه‌ای از اشعار آئینی است، در سال ۸۷ منتشر شده و با استقبال زیادی مواجه شد. برقعی هدف خود از سرودن این اشعار را برقراری تعامل بیشتر و بهتر میان شعر آیینی عامه پسند و قابل ارائه در هیئت‌های مذهبی با شعر خاص پسند و قابل ارائه در همایش‌های جدی ادبیات مطرح کرده‌است. موضوعات مهدوی، علوی، فاطمی و عاشورایی بیشترین حجم این مجموعه را به خود اختصاص داده‌اند. کتاب‌های رقعه و تحریرهای رود، گزیدهٔ اشعار عاشورایی دیگر آثاری است که از این نویسنده به چاپ رسیده‌است.

## سبک
این کتاب دومین مجموعه شعر برقعی است و سروده‌های او از سال ۱۳۸۷ تا ۱۳۸۹ و در قالب‌های کلاسیک چون غزل، مثنوی، چهارپاره، مسمط و بحر طویل را شامل می‌شود. این دفتر حدود ۲۵ قطعه شعر را در برمی‌گیرد که بیشتر با رویکرد مذهبی و آیینی سروده شده‌اند.

## جوایز
کتاب قبله مایل به تو، در سی امین دوره جایزه کتاب سال جمهوری اسلامی ایران، به عنوان کتاب شایسته تقدیر در بخش ادبیات (شعر) معرفی شد.این کتاب همچنین در هفدهمین دوره کتاب فصل به عنوان اثر برگزیده در بخش ادبیات (شعر معاصر) معرفی شد.
نویسندهٔ کتاب، سیدحمیدرضا برقعی نیز در هفتمین جشنوارهٔ شعر فجر، در بخش «شاعران مردمی ۱۰ سال اخیر»، مورد تقدیر قرار گرفت.